# Bahnhof Koidula

Der Bahnhof Koidula ist ein estnischer Bahnhof im Kreis Võru. Eine bewohnte Ortschaft befindet sich nicht in der Nähe. Wenige Hundert Meter südlich verläuft der Grenzfluss Piusa.
Der Bahnhof liegt an den Bahnstrecken Tartu–Petschory und Valga–Petschory. Er wurde 2011 in Zusammenhang mit einer Trassenänderung der Bahnstrecke Tartu–Petschory eröffnet.
Der Bahnhof wird von Eesti Raudtee betrieben. Er verfügt über zwei Bahnsteige: einen 215 m langen Hausbahnsteig und einen weiteren, 150 m langen Bahnsteig. Durch seine Lage hat der Bahnhof die Funktion eines Grenzbahnhofes an der Grenze zwischen Estland und Russland. Dazu verfügt er über 10 Gleise mit einer Länge von insgesamt 23 Kilometer auf einer Fläche von 92 Hektar.